# Mutant (álbum)
Mutant é o segundo álbum de estúdio da produtora venezuelana de música eletrônica Arca. Foi lançado em 20 de novembro de 2015 pela gravadora independente Mute Records.

## Recepção da crítica
Mutant recebeu elogios de críticos de música contemporânea. No Metacritic, o álbum recebeu uma pontuação média de 81/100, com base em 21 críticas, o que indica "aclamação universal".
Mark Richardson, do Pitchfork, deu ao álbum uma crítica muito positiva, afirmando: "Comparado ao Xen, o Mutant parece menos comprometido e menos endividado com a música clássica. Em muitas faixas do álbum anterior, você poderia fechar os olhos um pouco e imaginá-las sendo tocadas por um ousado conjunto musical novo, à la Aphex Twin com Alarm Will Sound. Mas Mutant se inclina para uma paisagem sonora, evitando músicas adequadas". Richardson conclui: "No Mutant, Ghersi transforma sua fixação em porosidade e instabilidade em um tipo de busca espiritual".
Escrevendo para Exclaim!, Daryl Keating disse que Mutant "é um álbum eventualmente gratificante, mas apenas para aqueles que estão determinados a seguir seu caminho disperso até que cheguem ao final compreensivo e satisfatório".
| Publicação     | Accolade                            | Ano  | Classificação |
| -------------- | ----------------------------------- | ---- | ------------- |
| Pitchfork      | Os 50 melhores álbuns de 2015       | 2015 | 38            |
| Tiny Mix Tapes | 2015: 50 músicas favoritas lançadas | 2015 | 1             |

## Lista de faixas
Todas as faixas foram produzidas por Alejandra Ghersi.
| N.º            | Título            | Duração |  |
| 1.             | "Alive"           | 3:56    |  |
| 2.             | "Mutant"          | 7:27    |  |
| 3.             | "Vanity"          | 4:16    |  |
| 4.             | "Sinner"          | 3:35    |  |
| 5.             | "Anger"           | 2:00    |  |
| 6.             | "Sever"           | 2:13    |  |
| 7.             | "Beacon"          | 0:48    |  |
| 8.             | "Snakes"          | 4:50    |  |
| 9.             | "Else"            | 2:30    |  |
| 10.            | "Umbilical"       | 2:09    |  |
| 11.            | "Hymn"            | 1:57    |  |
| 12.            | "Front Load"      | 2:44    |  |
| 13.            | "Gratitud"        | 3:44    |  |
| 14.            | "EN"              | 3:004   |  |
| 15.            | "Siren Interlude" | 0:43    |  |
| 16.            | "Extent"          | 2:34    |  |
| 17.            | "Enveloped"       | 2:22    |  |
| 18.            | "Faggot"          | 3:10    |  |
| 19.            | "Soichiro"        | 4:35    |  |
| 20.            | "Peonies"         | 3:29    |  |
| Duração total: | Duração total:    | 62:06   |  |

| Críticas profissionais | Críticas profissionais |
| Pontuações agregadas   | Pontuações agregadas   |
| Fonte                  | Avaliação              |
| ---------------------- | ---------------------- |
| AnyDecentMusic?        | 7.7/10                 |
| Metacritic             | 81/100                 |
| Avaliações da crítica  |                        |
| Fonte                  | Avaliação              |
| AllMusic               | [ 9 ]                  |
| Consequence of Sound   | B+                     |
| Financial Times        | [ 11 ]                 |
| The Guardian           | [ 12 ]                 |
| NME                    | 4/5                    |
| The Observer           | [ 14 ]                 |
| Pitchfork              | 8.4/10                 |
| Resident Advisor       | 3.2/5                  |
| Spin                   | 8/10                   |
| Vice                   | A−                     |

Faixa bônus japonesa
| N.º            | Título         | Duração |  |
| 21.            | "Ashland"      | 5:07    |  |
| Duração total: | Duração total: | 67:13   |  |

## Equipe
- Compositor / produtor - Alejandra Ghersi
- Arte - Jesse Kanda
- Masterizado por - Matt Colton